# English Harbour Town
English Harbour Town är en ort i Antigua och Barbuda.   Den ligger på ön Antigua i parishen Parish of Saint Paul, 14 kilometer sydost om huvudstaden Saint John's. English Harbour Town ligger 15 meter över havet och antalet invånare är 666. Närmaste större samhälle är Saint John's, 14,0 kilometer nordväst om English Harbour Town. 